# Luchtafweerinsigne van het Leger

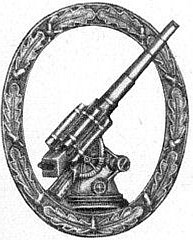
Gedenazificeerd exemplaar

Het Luchtafweerinsigne van het Leger (Duits: Heeres-Flakabzeichen) was een op 18 juli 1941 door de opperbevelhebber van het leger generaal-veldmaarschalk Walther von Brauchitsch ingestelde Duitse militaire onderscheiding. Het op de linkerborst gedragen insigne is ovaal en laat binnen een opengewerkte krans van eikenbladeren een stuk luchtafweergeschut zien. Daarboven is een adelaar met een hakenkruis in de klauwen afgebeeld.
Het afgebeelde luchtafweergeschut is van het veelgebruikte en succesvolle type 8,8cm-Flak.
De insignes zijn van aluminium, oorlogsmetaal of verzilverde zinklegeringen (Buntmetall). Het ontwerp was van de hand van de Berlijnse grafisch kunstenaar Wilhelm Peekhaus uit Berlijn. De opdracht voor de productie van de vele duizenden insignes werd voornamelijk aan de Berlijnse firma C.F. Juncker gegund.

## Kwalificatie voor de toekenning[1][6]
De toekenning van het insigne was gebaseerd op een puntensysteem. Een minimum van 16 punten was vereist om voor de voordracht in aanmerking te kunnen komen. Of het insigne kon toegekend worden zonder punten of door elke daad van moed of verdienste in het uitvoeren van een luchtafweer operatie.
Puntenverdeling:
- Elke luchtafweerbatterij die werd erkend voor het neerschieten van een vijandelijk vliegtuig zonder ondersteuning van andere batterijen, kreeg vier punten. Bij assistentie van andere batterijen werd twee punten toegekend.
- De bemanning van een zoeklicht of echolocatie-installatie die bij de eerste detectie van een vijandelijk vliegtuig ondersteuning bood aan de batterijen, kreeg één punt.
- Ook de verantwoordelijke commandant van een batterij van deze stukken luchtafweergeschut kon worden voorgedragen en gedecoreerd.[2]

## Na de Tweede Wereldoorlog
Dit insigne was van een hakenkruis voorzien. Als gevolg daarvan is het verzamelen, tentoonstellen en verhandelen ervan in Duitsland aan strenge wettelijke regels is onderworpen.
De geallieerde mogendheden hebben na de bezetting van Duitsland het dragen van alle Duitse orden en onderscheidingen, dus ook die uit het Duitse Keizerrijk van vóór 1918, verboden. Dat verbod is in de DDR altijd van kracht gebleven. Op 26 juli 1957 vaardigde de Bondsrepubliek Duitsland een wet uit waarin het dragen van onderscheidingen met daarop hakenkruizen of de runen van de SS werd verboden. Het dragen van dit insigne werd net als het dragen van de Orde van Verdienste van de Duitse Adelaar en het Ereteken voor de 9e November 1923, de zogenaamde "Bloedorde", streng verboden. Ook het verzamelen, tentoonstellen en afbeelden van de onderscheiding werd aan strenge regels gebonden. Een aantal onderscheidingen werd ontdaan van de hakenkruizen en soms van hakenkruis en adelaar. In deze gedenazificeerde uitvoering mochten de onderscheidingen worden gedragen. Ook met het Luchtafweerinsigne van het Leger is dat het geval.